# Diogmites heydenii
Diogmites heydenii är en tvåvingeart som först beskrevs av Jaennicke 1867.  Diogmites heydenii ingår i släktet Diogmites och familjen rovflugor. Inga underarter finns listade i Catalogue of Life.